# Zmeinogorsk
Zmeinogorsk (rusky Змеиногорск) je město v Altajském kraji v Ruské federaci. Při sčítání lidu v roce 2010 měl bezmála jedenáct tisíc obyvatel.

## Poloha
Zmeinogorsk leží na Korboliše, přítoku Giljovské přehrady na Aleji v povodí Obu. Od Barnaulu, správního střediska kraje, je vzdálen přibližně 270 kilometrů jihozápadně.

## Dějiny
V roce 1735 zde bylo objeveno stříbro a v následujícím roce byl vybudován důl a hornická osada. V roce 1754 zde začal působit Ivan Ivanovič Polzunov, který zde vybudoval pilu. V roce 1757 byla postavena dřevěná pevnost. V letech 1763–1798 zde působil Kozma Dmitrijevič Frolov, který zde nechal vybudovat velkou vodní nádrž na pomoc těžbě a odvodňování dolu. Jeho syn, Pjotr Kozmič Frolov, zde vybudoval litinovou koněspřežnou dráhu spojující důl s dva kilometry vzdálenou hutí. Zdejší důl představoval až do poloviny 19. století významnou roli v rámci ruské těžby stříbra – zhruba polovina stříbra vytěženého z Altaje pocházela právě odtud. Místo proto navštěvovali i zahraniční vědci, mj. Peter Simon Pallas, Alexander von Humboldt, Carl Friedrich von Ledebour, Alexander von Bunge a Ivan Petrovič Kulibin.
Koncem 19. století bylo ovšem ložisko vyčerpáno a tím ztratilo celé sídlo svůj hlavní význam.  Nový rozmach těžby nastal až ve dvacátých a třicátých letech 20. století, kdy se zde začínají těžit rudy obsahující olovo, zinek a měď. S těžbou získal Zmeinogorsk opět na významu a v roce 1952 získal status města.

### Rodáci
- Pjotr Kozmič Frolov (1775–1838), důlní inženýr
- Nikolaj Alexandrovič Kulibin (1831–1903), důlní inženýr